# Guillem de Monells
Guillem de Monells fou bisbe de Girona entre 1168 i 1178. Signà com a ardiaca la donació que feu Guillem de Peratallada al monestir de Ripoll el 1167. Fou escollit bisbe el 32é any del rei Lluís que anà d'agost de 1168 fins a agost del 1169. Hi ha constància que consagrà, juntament amb Ponç bisbe de Tortosa, l'església de Sant Pere de Camprodon feta el 32é any del regnat de Lluís VII de França i el 1169 de l'encarnació.
L'any 1171 recuperà el bisbat les esglésies de Corsavell, Llorona, Santa Maria de Palerà de Cute i Sant Esteve de Joanes, segons consta en el llibre verd. Instituí el 1173 que dels béns de la canònica es donessin un auri de bon or, a qualsevol canonge de l'església de Girona, que sortís a estudiar. Manà igualment que els prebosts de la Canònica paguessin igualment dotze auris a qualsevol canonge que viatges per estudiar i que es fes això anualment per tant de temps com seguissin estudiant fora de Girona. Amb aquesta ordenança s'engrandí molt les llibreries gironines de l'arxiu episcopal, l'arxiu capitular i el de l'església de Sant Feliu de Girona, amb còdexs eclesiàstics, però també profans entre ells poesia, medicina, ciències naturals o matemàtiques.
Morí Guillem el 2 de maig de 1176 segons Flórez, segons altres el 1178 data assignada per l'autor de l'episcopologi de les Constitutiones Synodales i el pare Roig i Jalpí, Sulpici Pontich la fixa el 1179. Flórez admet no trobar notícies d'aquest bisbe més enllà de l'any 1175.